# 胡成立
胡成立，字信之，贵州贵阳人，清朝政治人物、進士出身。
光緒十六年（1890年）清德宗親政庚寅恩科進士，二甲一百二十名，同年五月，著主事，分部学习，后官禮部主事，改廣西知州。